# مایکل پریرا
مایکل پریرا (انگلیسی: Michaël Pereira؛ زادهٔ ۸ دسامبر ۱۹۸۷) بازیکن فوتبال اهل فرانسه است.
از باشگاه‌هایی که در آن بازی کرده‌است می‌توان به باشگاه فوتبال سی‌اف‌آر کلوژ، باشگاه فوتبال گرانادا، باشگاه ورزشی رئال مایورکا، و باشگاه فوتبال ینی ملطیه‌اسپور اشاره کرد.